# Morane-Saulnier N
O Morane-Saulnier N (ou Morane-Saulnier Type N) foi um avião de combate francês, monoplano, utilizado na Primeira Guerra Mundial. Foi desenhado e fabricado pela empresa Morane-Saulnier.

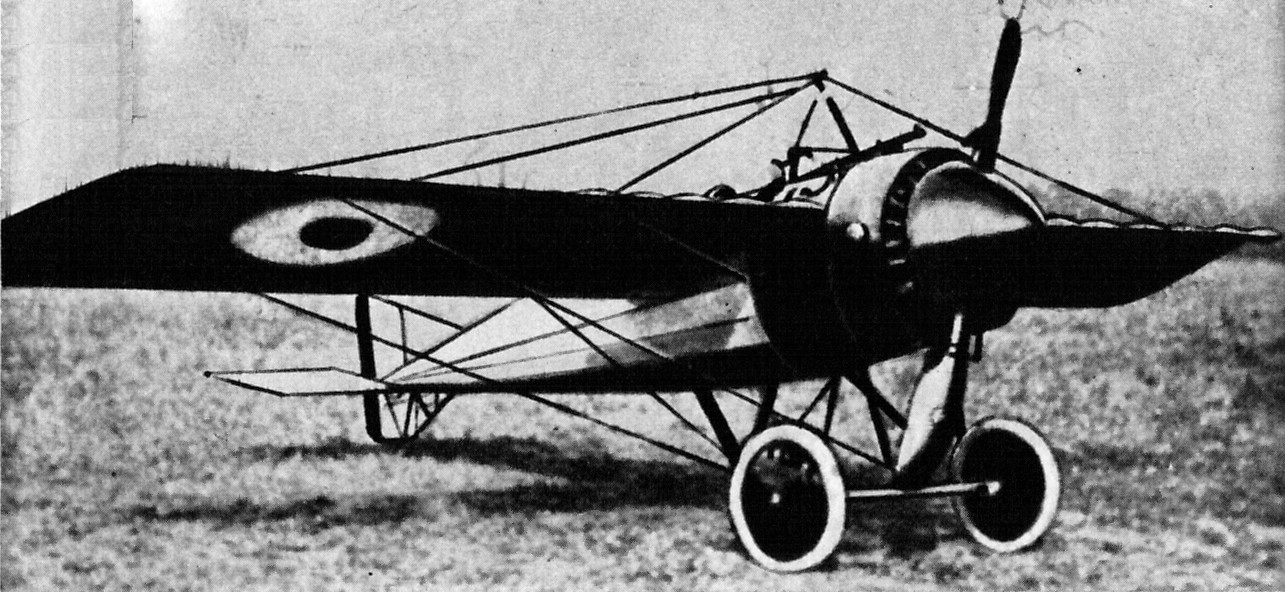
O Morane-Saulnier N.